# Monedes d'euro de Xipre
Les monedes d'euro de Xipre es van posar en circulació l'1 de gener de 2008 a Xipre, quan va substituir la lliura xipriota. Presenten tres dissenys diferents segons el seu valor. Tots els dissenys contenen les 12 estrelles de la Unió Europea i el nom del país en grec i en turc: KYΠPOΣ i KIBRIS.
L'euro (EUR o €) és la moneda oficial de les institucions de la Unió Europea, des de 1999 quan va substituir a l'ECU, i dels estats que pertanyen a la zona euro. S'utilitza oficialment als 19 estats que conformen la zona euro i a 4 microestats europeus (Andorra, Mònaco, San Marino i la Ciutat del Vaticà). També és utilitzat de facto a Kosovo i Montenegro. Les monedes d'euro estan dissenyades perquè en el seu anvers mostren un disseny específic de l'estat emissor i en el seu revers mostren un disseny comú.
Les monedes es van encunyar a Finlandia de 2008 a 2009 i de 2010 fins al 2020 s'encunyen a Grècia.

## Cronologia
L'11 d'octubre de 2006, els dissenys finals de les monedes xipriotes en euro es van presentar a l'exposició "Από τη Λίρα στο Ευρώ" ("De la lliura a l'euro") del Banc Central de Xipre sobre la història de la moneda a Xipre.
El 13 de febrer de 2007, la República de Xipre va sol·licitar formalment l'adhesió a la zona euro l'1 de gener de 2008. S'esperava que la decisió final es prengués a Brussel·les del 21 al 22 de juny en una Cimera de la UE que tots els caps d'Estat de la UE ratificarien.
El 9 de març de 2007 va començar oficialment la campanya per informar els ciutadans de Xipre sobre l'euro als mitjans de comunicació xipriotes.
El 15 de març de 2007, la Cambra de Representants va aprovar les lleis necessàries per a la introducció de l'euro l'1 de gener de 2008.
El 16 de maig de 2007, el comissari per a afers econòmics i financers de la UE, Joaquín Almunia, va recomanar a Xipre l'adopció de l'euro tal com estava previst.
El 20 de juny de 2007, el Parlament Europeu va votar afirmativament sobre aquesta qüestió i el 21 de juny de 2007, la data va ser confirmada pels líders de la UE.
El 10 de juliol de 2007, els ministres de Finances de la UE van establir el tipus de canvi permanent a 0,585274 CYP a 1 euro.
El 23 d'octubre de 2007, els dissenys es van publicar oficialment al Diari Oficial de la Unió Europea.
L'1 de gener de 2008, l'euro va substituir la lliura xipriota com a moneda oficial.

## Disseny

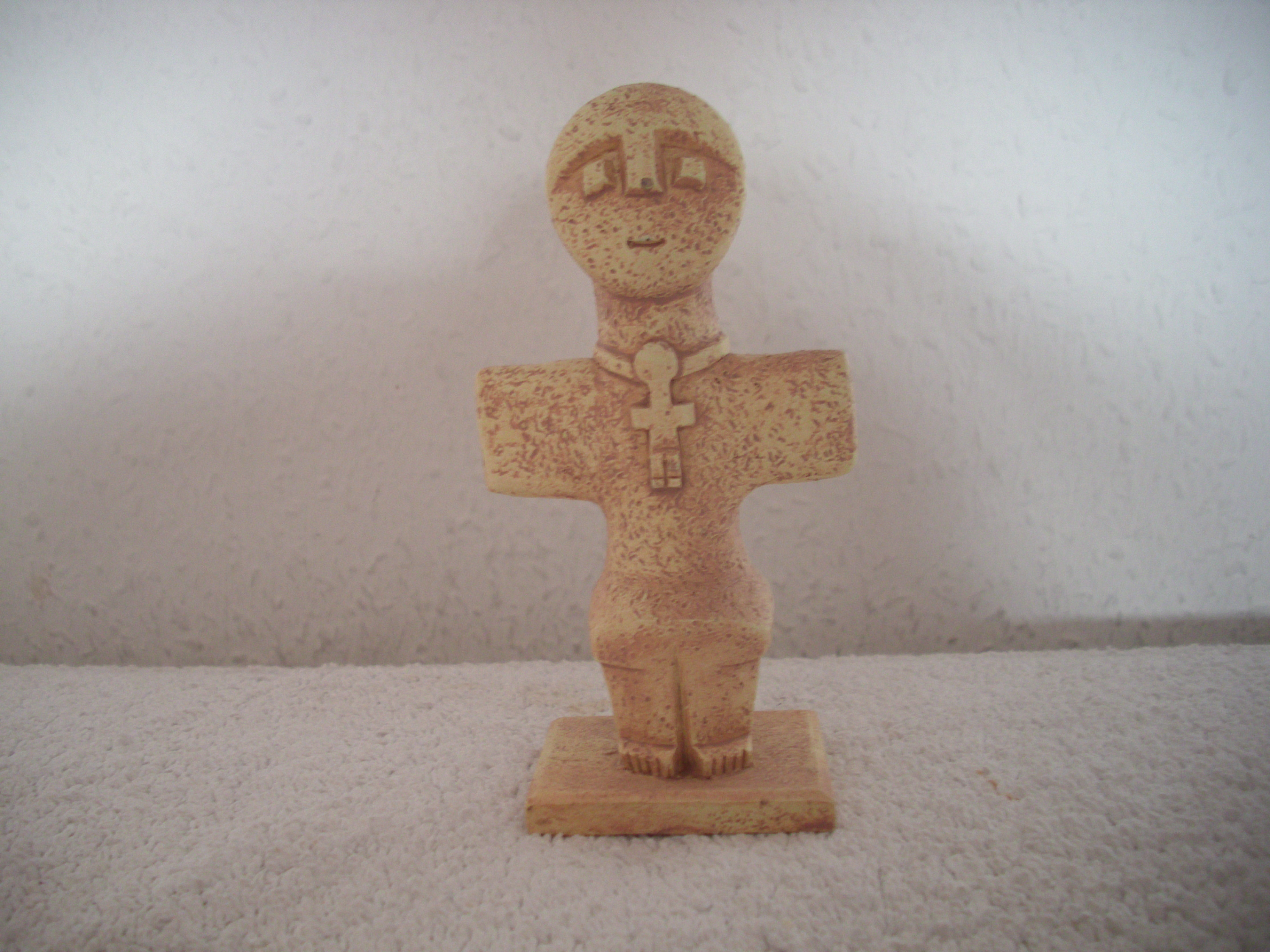
Ídol de Pomos, motiu de les monedes d'1 i 2 euros

El concurs públic oficial per al disseny de les monedes d'euro xipriotes va finalitzar el 14 d'octubre de 2005 i definia quins haurien d'incloure els motius de les respectives monedes, el tres motius van ser decidits el 22 de juny de 2006 i finalment van dissenyar-se l’any 2007 per l'estatunidenc Erik Maell i la grega Tatiana Soteropoulos.
| 0,01 € | 0,02 € | 0,05 €        |
| --- | ------ | ------------- |
| Mufló, l'espècie de fauna més característica de Xipre, que representa la natura i la fauna de l'illa. |        |               |
| 0,10 € | 0,20 € | 0,50 €        |
| L’antiga nau grega Kyrenia del segle IV a.C., que representa la història de Xipre i el seu caràcter d’illa, així com la seva importància en el comerç. |        |               |
| 1,00 € | 2,00 € | 2 € (cantell) |
| L'ídol de Pomos, un ídol en forma de creu que es remunta a l’època calccolítica xipriota (3000 a.C.), que es troba a Pomos, un poble del districte de Pafos. És un exemple característic d’art prehistòric a Xipre, que representa l’antiguitat, la cultura i la civilització de l’illa. |        |               |

## Quantitat de peces encunyades
| Valor | €0.01      | €0.02       | €0.05      | €0.10      | €0.20      | €0.50      | €1.00      | €2.00      |
| ----- | ---------- | ----------- | ---------- | ---------- | ---------- | ---------- | ---------- | ---------- |
| 2008  | 40.000.000 | 100.000.000 | 60.000.000 | 70.000.000 | 65.000.000 | 30.000.000 | 28.000.000 | 25.000.000 |
| 2009  | 20.000.000 | 1.000.000   | 6.000.000  | 1.000.000  | 1.000.000  | 1.000.000  | 4.000.000  | 5.000.000  |
| 2010  | 200.000    | 200.000     | 200.000    | 200.000    | 200.000    | 200.000    | 200.000    | 200.000    |
| 2011  | 210.000    | 210.000     | 30.210.000 | 210.000    | 210.000    | 210.000    | 210.000    | 210.000    |
| 2012  | 1.000.000  | 1.000.000   | 1.000.000  | 1.000.000  | 1.000.000  | 1.000.000  | 1.000.000  | 1.000.000  |
| 2013  | 100.000    | 100.000     | 100.000    | 100.000    | 100.000    | 100.000    | 100.000    | 100.000    |
| 2014  | 100.000    | 100.000     | 100.000    | 100.000    | 100.000    | 100.000    | 100.000    | 100.000    |
| 2015  | 7.100.000  | 100.000     | 100.000    | 100.000    | 100.000    | 100.000    | 100.000    | 100.000    |
| 2016  | 8.007.000  | 100.000     | 100.000    | 100.000    | 100.000    | 100.000    | 100.000    | 100.000    |
| 2017  | 100.000    | 100.000     | 100.000    | 100.000    | 100.000    | 100.000    | 100.000    | 100.000    |
| 2018  | 100.000    | 100.000     | 100.000    | 100.000    | 100.000    | 100.000    | 100.000    | 100.000    |
| 2019  | 11.100.000 | 9.100.000   | 8.100.000  | 5.600.000  | 6.100.000  | 1.400.000  | 100.000    | 1.400.000  |
| 2020  | 11.100.000 | 9.100.000   | 8.100.000  | 5.600.000  | 6.100.000  | 1.400.000  | 100.000    | 1.400.000  |
| 2021  | 9.155.000  | 12.605.000  | 7.955.000  | 4.445.000  | 4.805.000  | 1.925.000  | 1.580.000  | 3.005.000  |

## Monedes commemoratives d'euro
| Any  | Motiu                                                                    | Aliatge                               | Tirada    |
| ---- | ------------------------------------------------------------------------ | ------------------------------------- | --------- |
| 2009 | Moneda comú:10 aniversari de la creació de la Unió econòmica i monetària | Bimetàl·lica: cuproníquel i or nòrdic | 1.000.000 |
| 2012 | Moneda comú:10 aniversari de la posada en circulació de l'euro           | Bimetàl·lica: cuproníquel i or nòrdic | 1.013.000 |
| 2015 | Moneda comú:30è aniversari de la bandera de la Unió Europea              | Bimetàl·lica: cuproníquel i or nòrdic | 1.000.000 |
| 2017 | Pafos capital europea de la cultura                                      | Bimetàl·lica: cuproníquel i or nòrdic | 430.000   |
| 2020 | 30 anys de l'Institut de Xipre de Neurologia i Genètica                  | Bimetàl·lica: cuproníquel i or nòrdic | 412.000   |
| 2020 | 60 anys de la declaració d'independència de Xipre                        | Bimetàl·lica: cuproníquel i or nòrdic | —         |

| Any  | Motiu                                                   | Aliatge | Valor | Tirada |
| ---- | ------------------------------------------------------- | ------- | ----- | ------ |
| 2008 | Entrada de Xipre a la zona euro                         | Plata   | 5 €   | 15.000 |
| 2010 | 50 aniversari de la República de Xipre                  | Plata   | 5 €   | 5.000  |
| 2010 | 50 aniversari de la República de Xipre                  | Or      | 20 €  | 750    |
| 2012 | Presidència de Xipre en el Consell de la Unió Europea   | Plata   | 5 €   | 8.000  |
| 2013 | 50 anys del Banc Central de Xipre                       | Plata   | 5 €   | 4.000  |
| 2013 | 50 anys del Banc Central de Xipre                       | Or      | 20 €  | 1.000  |
| 2014 | 50 aniversari del naixement de Costas Montis            | Plata   | 5 €   | 1.500  |
| 2015 | Afrodita                                                | Plata   | 5 €   | 4.000  |
| 2017 | 100 aniversari de la mort de Vasilis Michaelides        | Plata   | 5 €   | 2.000  |
| 2018 | 10 anys de la introducció de l'Euro a Xipre             | Plata   | 5 €   | 2.000  |
| 2019 | 30 aniversari de la fundació de la Universitat de Xipre | Plata   | 5 €   | 2.000  |
| 2020 | Leda i el cigne                                         | Plata   | 5 €   | 2.000  |
| 2021 | 60 anys de l'entrada de Xipre a la UNESCO               | Plata   | 5 €   | 2.000  |
| 2021 | 60 anys de l'entrada de Xipre a la UNESCO               | Or      | 10 €  | 1.000  |